# Jurij-Schewelow-Preis
Der Jurij-Schewelow-Preis ist ein Literaturpreis, der jährlich an einen ukrainischen Autor für im vergangenen Jahr veröffentlichte künstlerische und wissenschaftliche Essays verliehen wird.
Der Preis ist nach Jurij Schewelow benannt, dem Begründer des modernen ukrainischen Essays, und würdigt den Beitrag zu den diesem Genre inhärenten Werten: Unabhängigkeit des Denkens und Raffinesse des Stils.
Der Preis wurde 2013 vom ukrainischen Zentrum des PEN International, der Kyiv-Mohyla Business School, dem Verlag Dukh i Litera und dem Harvard Ukrainian Research Institute ins Leben gerufen.

## Preisträger
- 2024 – Myroslaw Lajuk für Bachmut
- 2022 – Andrij Pawlyschyn für Нам і далі загрожує вічність[2]
- 2021 – Andrij Bondar für Ласощі для Медора[3]
- 2020 – Taras Ljutyj für Культура принад і спротиву[4]
- 2019 – Diana Klotschko für 65 українських шедеврів. Визнані й неявні[5]
- 2018 – Wolodymyr Jermolenko für Плинні ідеології[6]
- 2017 – Andrij Ljubka für Саудаде[7][8]
- 2016 – Wachtanh Kebuladse für Чарунки долі[9]
- 2015 – Oleksandr Bojtschenko für Більше / Менше
- 2014 – Kostjantyn Moskalez für Сполохи
- 2013 – Andrij Portnow für Історії для домашнього вжитку: Есеї про польсько-російсько-український трикутник пам'яті
- 2013 – Taras Prochasko für Одної і тої самої